# Steinreihe von Cholwichtown
Die Steinreihe von Cholwichtown (auch Cholwich Town Waste genannt) war eine 217 Meter lange Steinreihe östlich von Lee Moor bei Plymouth in Devon in England, die 1961 abgetragen wurde, um Platz für den Abraum einer Kaolingrube zu schaffen. Sie bestand aus 53 Steinen, alle unter einem Meter hoch. Nur die Steinreihe vom Piles Hill und die von Stalldon wurden mit größeren Steinen errichtet.
Die Steinreihe stand unter Denkmalschutz (Ancient Monument Devon 426), der Schutz wurde aber 1991 aufgehoben, als das Denkmal längst zerstört war.
Wie bei Dartmoor-Steinreihen üblich, hatte die Reihe am oberen Ende einen Steinkreis. Er bestand aus acht Steinen und hatte einen Durchmesser von etwa 5,0 Metern. Die Steine, deren Abstand variabel war, waren meist etwa einen Meter lang. Der größte Stein war etwa 2,0 Meter hoch und stand ungewöhnlicher Weise in der Mitte der Reihe.
Bereits im Jahre 1848 war die Reihe mit weniger als der Hälfte ihrer ursprünglichen Steine stark beschädigt, und ein etwa 3,7 m hoher Menhir fehlte. Die Steinreihe wurde 1961 nach der Ausgrabung entfernt, ihr Standort mit dem Abraum der Kaolingrube bedeckt.

## Datierung
Bei der Ausgrabung 1961 durch I. G. Simmons (Durham) und George Eogan wurden keine Hinweise für eine Datierung der Reihe gefunden. Die Sockel vieler fehlender Steine wurden gefunden, auch eine Grube von 2,4 m Durchmesser in der Mitte des Kreises. Ein Pollendiagramm zeigt, dass die Steinreihe auf einer Waldwiese errichtet wurde, umgeben von einem Eichenwald. Es fanden sich auch Hinweise auf Getreideanbau.